# Barra do Ceará
Barra do Ceará é o bairro mais antigo da cidade de Fortaleza, no estado do Ceará. Está localizado na zona norte da cidade. A população da Barra, pelo censo do ano de 2010, era de 79.840 habitantes, sendo o segundo bairro mais populoso da capital cearense, perdendo apenas para o Mondubim.
Apesar da atual fama negativa (por conta de seus diversos problemas sociais), a região possui importância histórica não somente para a capital, como também para o estado.

## História
O bairro é considerado o berço histórico do estado do Ceará por ter sido o local onde o Capitão-mor Pero Coelho iniciou a colonização do território construindo o Fortim de São Tiago, no ano de 1604.
Devido aos ataques indígenas e de secas que ocorreram no território,
Pero Coelho deixa o Ceará.

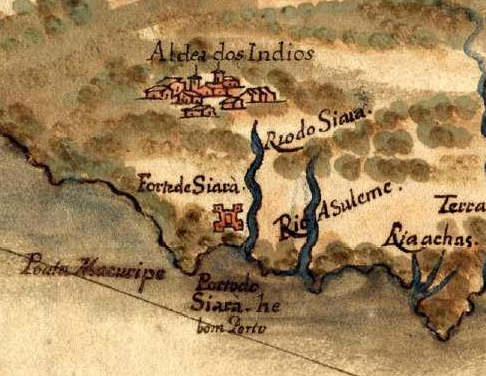
Pormenor do mapa da costa do Ceará de 1629(Albernaz I), no qual se destaca a área da Barra do Ceará. Acervo da Biblioteca Nacional do Brasil - Rio de Janeiro

Devido a necessidades da reconquista do Maranhão, Martim Soares Moreno veio ao Ceará. No mesmo local que Pero Coelho construiu o Fortim de São Tiago, este ergueu, a 20 de janeiro de 1612, o Fortim de São Sebastião.
Em 1613, Jerônimo de Albuquerque visitou este fortim e convidou Soares Moreno a participar da expedição contra os franceses no Maranhão.
De volta ao Ceará em 1621, Martins Soares Moreno encontrou o forte em ruínas mas reconstruiu-o tratando de apaziguar os indígenas, distribuiu sementes, mudas de cana-de-açúcar e gado, procurando lançar as bases da prosperidade da Capitania. Este Permaneceu na terra até 1631, quando teve de mudar-se para Pernambuco para lutar contra os holandeses. No comando do fortim ficaram no comando Domingos da Veiga Cabral e Bartolomeu de Brito Freire.
Em 26 de outubro de 1637, em estado precaríssimo, o fortim foi tomado pela expedição de George Gartsman e Henderick Huss, ficando sua guarda sob a responsabilidade do tenente Van Hans, posteriormente substituído por Gedeon Morris. Deste período existe um mapa holandês de 1640, no qual é mostrado a planta do forte, caminhos e a natureza ao redor.
Em 1644, foi o forte assaltado e destruído por índios revoltados. Nesta revolta Gedeon Morris e sua tropa são mortos.
Quando os holandeses estiveram no Ceará, estes fizeram mapas que mostra como era o forte e as construções ao redor deste,. Já no mapa de 1649, esta descrito os nomes dos riachos Igcatu e Piraocai que desaguam no rio Ceará, bem como nomes alguns moradores, como o Velho Carajá e  Francisco Aragiba, que tinham suas habitações próximo ao forte.

## Geografia
Possui duas praias ao longo de sua parte costeira com largas faixas de areia clara e fofa, sendo a primeira, chamada de praia das Goiabeiras e a segunda, Praia da Barra(ou praia do Araújo), esta última vai ao encontro do Rio Ceará, onde de lá pode-se admirar o mais belo pôr-do-sol de Fortaleza. No local onde se situa o Pólo de Lazer, foi construída a Praça de Santiago, em homenagem ao primeiro forte levantado naquele bairro.
A prefeitura concluiu um projeto de uma longa avenida de pista dupla com nome de Av. Vila do Mar, que interliga todos os bairros costeiros da zona oeste, começando da Barra, até o antigo "Autódromo da Leste Oeste", no bairro do Jacarecanga.
Limitando-se com o município de Caucaia, o acesso à cidade vizinha é feito por meio da ponte sobre o Rio Ceará chegando-se ao litoral oeste do estado, onde estão as famosas praias de Cumbuco, Taíba, Icaraí, Tabuba, Lagoinha, Flexeiras, dentre outras.

## Criminalidade
A Barra do Ceará figura entre os bairros mais violentos, sendo o que possui o maior índice de homicídios registrados em toda Fortaleza.

## Esporte e cultura
A Barra do Ceará tem uma forte expressão esportiva e artística. É sede do Ferroviário Atlético Clube, um dos mais tradicionais times do futebol cearense. Também recebeu o primeiro Centro Urbano de Cultura, Arte, Ciência e Esporte de Fortaleza, o CUCA, onde funcionou um dos clubes mais populares de Fortaleza, o Clube de Regatas Barra do Ceará.
É também ninho de compositores inspirados pelo bairro, como Bernardo Neto e Glauco King, este último vindo de um extinto grupo de rock chamado Bonecas da Barra.